# Uki Satake
Uki Satake (佐武 宇綺 Satake Uki?, nascută 8 martie 1992), adesea numit Ukky (うっきー?), este un idol japonez, cântăreață, actriță și gazdă de radio. 

## Filmografie

### Seriale TV
- Wagahai wa shufu de aru (TBS, 2006)
- Kaijoken Musashi -gakkō he ikō!- (Fuji TV, 2007)
- Koizora (TBS, 2008)
- Chōdōken ga oshiete kureta chikara -Asunaro gakkō no monogatari- (TBS, 2009)
- Boku no himitsu heiki (NBN, 2009)
- Kaibutsu-kun (NTV, 2010)
- Atsuizo!Nekogaya!! (NBN, 2010)
- Hao-Hao! Kyonshi Girl (TV Tokyo, 2012)
- Soratobu kōhōshitsu (TBS, 2013)

### Anime-uri
- Rainbow - Nisha Rokubō no Shichinin (NTV, 2010) Satake Wukipedia
- Chihayafuru (NTV, 2013) schoolgirl [4]
- Hunter × Hunter (2011 anime) (NTV, 2013) Podungo Lapoy, Kite-chan
- Space Dandy (TOKYO MX, 2014) QT
- The World is Still Beautiful (NTV, 2014) Mikia
- Space Dandy II (TOKYO MX, 2014) QT
- Terror in Resonance (Fuji TV, 2014) Mobko
- Soreike! Anpanman (NTV, 2014) Cat girl
- Doraemon (2005 anime) (TV Asahi, 2015) Sheep Conductor [5]